# Исхрана на хрватском Јадрану, његовој обали, острвима и делу залеђа
Исхрана на хрватском Јадрану, његовој обали, острвима и делу залеђа као један од облика кухиње ширег простора Средоземља, спада у једно је од 15 нематеријалних културних добара Хрватске, унето на Репрезентативну листу нематеријалног културног наслеђа човечанства, као угрожено наслеђе, и саставни део културне баштине човечанства, и део добре праксе очувања нематеријалне културне баштине света.  У друштво Шпаније, Италије, Грчке и Марока Хрватска је тако постала један од корисника заштићене исхране са простора Средоземља, јер један део састојака и зачина, као и обичаји повезани са припремом неких јела представљају заједничко културно богатство темаља Медитерана, а други део је специфичана само за подручје  хрватског Јадрана, његова обале, острва и дела залеђа
Овај поморски крај Хрватске, који је подједнако уроњен у мит, прошлост и море, обилује разним јелима од сирове рибе, ракова и шкољки, такође древног порекла, као и на лешо спремљене хране, још старијим грегадама и бузарама, а посебно бродетом , густим, можда и најбољи средоземним рибљим  јелом  у којима се претопила сва снага крупне рибе, далматинских повртњака, маслињака и винограда, како са обала река, тако и мора.

## Географске карактеристике подручја
Овај поморски крај Хрватске, на коме се упражњава ова исхрана простире се на целом земљорадничком подручју Истре, централниог дела Хрватске уз море и Далмацији и обухвата најдужи и највећи де хрватског приморја дуж јадранског мора, који се састоји се од острвског и обалног дела и субмедитеранске унутрашњости. Обала, острва и планине у залеђу хрватског јадрана пружају се претежно паралелно у смеру северозапад-југоисток.

### Рељеф
Рељеф је у унутрашњости поморског краја Хрватске планински са крашким облицима као што су увале, пећине, понори и крашка поља. Кршко подручје је претежно грађено од кречњака и доломита, са изузетком великог флишног подручја Равних Котара.

### Клима
Како макроклиматски услови поморског краја Хрватске утичу на процесе производње и прераде хране, односно на формирање пожељних сензорских својстава, посебно мирис и укусена које утичу и, географске карактеристике климе која влада и која је веома добра за обраду нпр. пршута и узгој стоке јер је поседује карактеристике средоземне климе са топлим и сувим летима и благим и влажним зимама, и велики салинитет вегетације.
Ветрови
Целим подручјем поморског краја Хрватске већи део године дувају ветрови. Најзначајнији су бура која дува са копна према мору, затим југо, левант и маестрал, који дувају једино дању са мора на копно. Анализом података контингенцијске појаве одређеног смера ветра уочава се да на подручју поморског краја Хрватске најчешће дувају ветрови који су обично хладни и суви. Оваква ружа ветрова својим правилним и сталним струјање ваздуха створила је природне услове за квалитетно и оптимално сушење и зрење пршута, рибе и других намирница.
Температура вазуха
Осим струјања ваздуха за правилно суђење намирница и узгој винове лозе, маслина и других култура врло је значајна и температура ваздуха и релативна влажност атмосфере, односно просторије у којима се одвија технолошки процес припреме хране. Средња зимска температура креће се 3,6 до 9,0 °C, а средња летња варира између 24,7 и 25,3 °C. Изотерме се пружају паралелно са обалом, односно температура пада или расте у зависности од удаљености од обале.
Влажност ваздуха
Релативна влажност ваздуха током године варира од 56 до 76%, тако да се у историји производње нпр.  Далматинског пршута односно фаза сољења одвија  само у зимским месецима (новембар, децембар, јануар и фебруар) јер је месо било потребно сачувати од кварења када су температуре ваздуха ниске. 

## Предуслови
Ихрана као медијум који генерише приватна и јавна значења, навике и обичаје повезана је обрасцима сопствене културе и припадности одређеном, у овом случају медитеранскоме културном кругу. За разлику од осталих националних кухиња, медитеранска кухиња није производ одређене етничке припадности групи или културу. Она је скуп кулинарских трендова различитих народа око Средоземног мора. Будући да подручју Средоземља припадају земљама које читавог својом обалом излазе на Средоземног море и све острва која се у њему налазе, као и земаља које само делимично излазе на његову обалу, али и они које немају физички контакт с њим, али која му историјски и културно припадају, у њима преовладава кухиња Медитерана која обилује разноликошћу кулинарских варијације.
Седам медитеранских држава окупило се око мултинационалне номинације како би очвале своју исхрану као део заједничког географског, историјског и културног наслеђа. Кипар, Хрватска, Италија, Грчка, Мароко, Португал и Шпанија тим удруживањем ћелел су да прикаћу медитеранско наслеђе у својој исхрани на примеру појединих регија. У склопу ових иницијатива и Заједнице средњодалматинских острва Брача и Хвара иницирале су заштиту својих традицијских јела, па су се тако на Националној листи нематеријалних културних добара и Републике Хрватска издвојила као подручје које представља Хрватску у овој номинацији.
Медитеранска исхран на хрватском Јадрану, његовој обали, острвима и делом залеђа, условљена је еколошким, климатским, историјским и културним факторима Медитерана. Ова врста исхране, као и у осталим земљама на подручју Медитерана, посебно је подручје, не само на Медитерану већ и у Хрватској, у друштвеној, духовној и материјалној сфери свакодневног живота, у обичајима животног и годишњег циклуса. Овај тип исхране у Хрватској заснива се на идентитету људи који живе на том простору, и она је тековина разних култура и утицаја, које се континуирано преносе са колена на колено. 
Уједно је и јединствена због обликовања културног идентитета своственог за хрватски Јадран, његове обале, отстрва и дела залеђа, што се понајвише испољава у обичајима, обредима и говору. Медитерански модел исхране основа је целокупнога кулинарског сисстема обале, острва и дела залеђа.
Међусобна веза природних ресурса и људских потреба последично утичу и на исхрану  на хрватском Јадрану, његовој обали, острвима и делом залеђа, која се разликује не само од појединих земаља Медитерана већ и међу појединим местима и друштвеним слојевима, а и између острава, приморја и залеђа, што се своди на употребу одређених намирница са овог подручја, припреми јела од тих намирница, и њиховом сервирању и конзумацију у одређеним условима (свакодневици или током празника).

## Основне информације
Медитеранска исхрана на хрватском Јадрану, његовој обали, острвима и делу залеђа настала је под утицајем еколошких, климатских, историјских и културних чинилаца, који су вековима владали на простору Средоземља. Као  и у осталим земљама на подручју Средоземља, и у Хрватској ова исхрана се манифестује у друштвеној, духовној и материјалној сфери свакодневног живота и у обичајима животног и годишњег циклуса становништва овог подручја Хрватске.
Медитеранска исхрана као идентитет људи који живе на  простору хрватског Јадрана, његовој обали, острвима и делу залеђа, је тековина  разних култура и утицаја, који су непрекидно  генерацијама уназад преносе са колена на колено.
Ова исхрана је јединствена и због начина обликовања културног идентитета својственог за хрватски Јадран, његове обале, острва и део залеђа, и најбоље се уочава у обичајима и обредима али и у језику и говору (називима).
Везаност уз природу и природне изворе хране важна је карактеристика медитеранске исхране, рибарство и пољопривреда као њена основа а за даље развијање тог географског подручја у правцу очувања природне баштине и јачања економије.
Посебност ове кухиње је у начину припреме јела. Богатство мора и његових плодова обилно се користи у потпуности у припреми јела. Имајучи у виду да је овај простор богата медитеранским биљем, попут рузмарина, ловоровог листа, жалфије, босиљка, маслина, они овим јелима дају посебан мирис и укус.
У оквиру ове исхране припремају се разна јела од рибе, шкољки и мекушаца, а јагњетина је најчешће јело од меса, амада се спремају и јела од ћуретине и пилетине.
Након спроведених истраживања етнолога и нутрициониста, схваћено је да разноврсна знања и умећа повезана са исхраном на хрватском Јадрану треба очувати и у изворном облику пренети новим генерацијама како се не би изгубила под утицајем севременог начина живота.
Храна је и битан део бројних свечаности и догађања, а у новије време и део туристичке понуде коју је потребно квалитетно развијати због дугорочног утицаја на ово подручје.
Модел исхране као основа је целокупног кулинарског система обале, острва и дела залеђа, међусобна је веза природних ресурса и људских потреба, поседично и људске вештине, која се одражава и у исхрани становника: реч је о суживоту  са природним благодатима.

## Подела
Као што се Хрватска кухиња може поделити на неколико регионалних кухиња, унутар ње постоји подела на локалне кухиње, па се тако кухиња на хрватском Јадрану, његовој обали, острвима и делу залеђа може поделити на:
- истарску кухињу,
- далматинску кухињу,
- дубровачку кухињу.

## Специфичности
У приобално-острвском делу Хрватске преовлађују укуси и мириси медитеранске кухиње која је богата поврћем и рибом. Риба и морски плодови припремају се на различите начине: кувани (кувани), печени, пржени, на чорби, сауру и другима, са обиљем зачина и поврћа - углавном белог лука, першуна, блитве, пасуља, разног пољског зеленила и сезонског поврћа. Најпознатији производ овог дела регије је чувени пашки сир, који свој јединствени укус дугује посољеном травом коју пасу острвске овце. Специјалитет су шпароге, које се припремају на различите начине у комбинацији са различитом храном.
Месо, специјалитет - пашка и брачка јагњетина се такође припрема на различите начине и служи уз богатство прилога.
Посебна специјалност у Новаљи, без које ниједна прослава није потпуна, су макарони на игли, који се послужују уз упарену јунетину или гулаш.
Поврће се гаји на крашким пољима и зато што је врло близу кухиње, пасуљ (парадајз), парадајз (парадајз), кромпир, кавул (карфиол), краставац (краставац), паприка, пасуљ, кељ, зелена салата, блитва не изгубе на квалитету. због транспорта,а шпароге се беру током сезоне.
Риба је племенита и првокласна - ослић, лубеница, зубатац, кирња - и служи се углавном „од мора до стола”. Одличан пример су шкампи који се лове у мору под Велебитом, а због богатства минерала и соли у том делу Јадранског мора њихов квалитет је бољи од осталих. Затим сардине и инћуни који се једу из саламуре уз маслиново уље.
Постоје и пужеви који се „беру“ након прве јесење кише, затим пеку у пепелу или кувају у мору са кромпиром на балама.
И поред јединствених карактеристика, ова исхрана се ипак разликује међу појединим местима и друштвеним слојевима, и може се поделити на:
- рибарску (осим у делу залеђа)
- тежачку
- комбиновану (рибарско-тежачку), што је врло чест случај на јадранским острвима.

Осим повезаности природе и исхране, важно је указати и на друштвену и социјалну компоненту која се у прошлости интензивније испољавала у животу људи, али она и данас није занемарива.
- Риба на граделе
- Лигње на жару
- Морнарски рижото

На Брачу је заштићено јело брачки виталац и торта храпачуша, а на Хвару старогројски папрењок. Као основу данашње прехране и оне својих предака, Брачани и Хварани истичу лозу, маслину, козу и срделу те разнолико поврће, махунарке и житарице. 
Основне кулинарске технике су кување (на лешо), печење (на граделама или под пеком), сушење (месо и риба) те сољење (риба, маслине...).
Веома је раширена и примена самониклога биља, и то не само у лековите већ и у прехрамбене сврхе.
Исхрана вареника је специфичан зачин од мошта, једна је од намирница која сведочи о дугом трајању прехрамбених пракси Меди терана и Јадрана.
И данас је присутна разлика свакодневне и благданске (празничне) исхране при чему су  веће промене настале у свакодневној него у оној благданској. Породични, а посебно верски ритуали доследно негују традиционалне начине исхране, а знање о њој чувају и преносе женске чланице породице, својим наследницама.
Следе сушена риба, сољена риба, далматински пршут који се може упоредити са много познатијим рођаком из Парме, тврди сиреви попут пашког овчјег или меког козјег млека, праћени оригиналним кифлицама.
Следи и храна из јадранског залеђа. Сињски арамбашићи и арамбаше, имотски лонци од зеленила и каштрадине, бенковачки и обровачки каље православног кулинарског духа и сродне дубровачке зелене менестре, од разних врста купуса и клица са пршутом и сувим месом, који се зову Menestre verdi degli Ragusei и  кмоји су ушли у најпознатије апенинске куваре, баш попут слатко-киселе јагњеће или телеће јетре, коју називамо венецијанским именом, и венецијанских мајстора са атрибутом alla dalmata (на далматински).
Начин живота на простору Средоземља, коме припада овај део Хрватске укључује умерене количине хране и пића, уз  лежерно узимање хране, као и редовну физичку активност, која је важан део ове исхране. Такође уз ову кухињу иду и здраве навике: редовно спавање, поподневни одмор и више мањих оброка у току дана.

## Специјалитета којима  се поноси кухиња хрватског Јадрана, острва и залеђа

### Далматински пршут
Далматински пршут као традиционални производ на читавом географском подручју Далмације, које укључује најдужи и највећи део хрватске обале уз Јадранско море, острва и залеђе. Производи се, од давнина, када се вештина обраде и конзервирања свињског меса сољењем и сушењем проширила из старог Рима на европски континент укључујучи и Далмацију. Од тада се вештина производње далматинског пршута преноси с колена на колено, и временом се развија процес специфичан за подручје Далмације. Све до почетка друге половине 20. века, пршут је скоро искључиво шушен на сеоским имањима.
Далматински пршут  или далматинска пршута је аутохтони производ од сушеног свињског меса са подручја поморског краја Хрватске. Њена специфичност се огледа у специфичним сензорним карактеристикама које произилазе из начина њене припреме и климатских и географских услова у производном подручју. Пршуту карактерише препознатљива арома и укус, блага сланост и благи мирис дима. Специфична арома дима је најважнија карактеристикао овог производа у односу  на остале пршуте из ширег региона, Средоземља и Балканског полуострва.
Разлике у саставу испарљивих једињења између далматинског пршута и неких других пршута са југа Европе потврђена су и научна истраживањима којим је утврђено постојање одређених фенола, вероватно одговорних за арому и мирис дима.  Нека старија истраживања наводе и већи удео протеина као специфичност далматинског пршута.
Ограничена производња је дозвољавала конзумацију пршута само у богатијим сеоским домаћинствима. Глави снабдевачи тржишта пршутом била су средња и сиромашнија сеоска домаћинства јер је за њих пршут била прескупа храна. Пршута се углавном продавала у градовима у којима се сервирала и јела у угоститељским објектима или у добростојећим домаћинствима.
Од 1960-их година, са  растом животног стандарда, и развоја туризма посебно у приморском подручју и у блиском залеђу све је већа потрошња пршута, па  самим тим и производња пршута< тако да је средином 1980-их година  далматински пршут постао један од најважнијих производ у својој категорији у читавој бившој Југославији.
У Хрватској Далматински пршут је временом постао један је од ретких аутохтоних производа, који се у последњих шест деценија  нуди као хладно предјело у многим ресторанима широм Хрватске.
Због своје јединствености и препознатљивости постао је предмет научног истраживања у сврху његове валоризације, а његов начин производње је  описана у универзитетским уџбеницима.

### Истарски пршут
Истарски пршут је изворни истарски трајни сухомеснати производ, који се убраја у хрватске аутохтоне производе. Специфичан је по томе што је традиција сачувала начин одабира сировина и начин припреме, која се једним делом одвија под утицајем локалне климе.
Према традицији, припрема се од домаћих хибридних меснатих раса свиња чија је жива тежина обично већа од 150 кг. Након сложене обраде меса која укључује одвајање бедра од трупа , и уклањање коже и поткожнао масно ткиво, месо се соли  чистом крупном морском сољу. Затим се пресује и третира  мешавином бибера, белог лука и одређених зачина. Тако обрађена бедра се суше на бури неколико месеци.. Затим следи завршна фаза зрења или ферментације, која у зависности од тежине бутине траје око 6-8 месеци.
Истарски пршут је равномерно тамноцрвен, без изражене промене боје и бео на подручју масног ткива Препознатљив је по колонијама пожељних микроорганизама (плесни).
Разликује се од далматинског пршута у технолошком процесу производње јер не пролази фазу димљења. Мање је подложан кварењу и има смањену енергетску вредност.

### Истарска јота
Истарска јота или само јота (слов. иота) врло је популарно јело у Истри, али и у другим регијама у Хрватској. Типична је за Трст, Горицу, Фурланију и Приморску.
Главни састојци су јота пасуљ, кисели купус, кромпир, сланина, сушена ребра а главни зачин је поред соли бели лук.
Пошто се традиционално припрема у зимском делу године, често се назива и зимска манештра.

### Пашки сир
Пашки сир  је врста сира који се производи на острву Паг од овчијег млека.Због честих бура које наносе со и минерале из мора на земљиште на острву, само изузетно отпорне и ароматичне биљке успевају да се одрже на острву. Најдрагоценија и најпознатија је пашка жалфија. Посебна аутохтона раса овце, пашка овца је дуго заснивала своју исхрану на оваквој вегетацији, што је имало за резултат да млеко и сир имају специфичан укус.
Глигорин пашки сир из села Колане на острву Пагу крунисан је златном медаљом на 116. годишњем међународном сајму сира у Нентвичу у Великој Британији, као најбољи на свету у категорији - најбољи тврди сир од овчијег млека.
Постоје активности у циљу додељивања статуса заштићеног географског порекла за Пашки сир.

### Брачки виталац
Брачки виталац је аутохтоно јело  из Нережишћа, са острва Брач, које спада у заштићено културно добро Републике Хрватске.
Виталац, који у свом имену  садржи реч живот иако етимолошки није повезан са њим, своје порекло може имати у древним етрурским, римским ритуалима прорицања будућности из утрубе жртвоване животиње, а знамо из историје да су јагњићи и јарићи  за то увек били савршена жртва.
Стока је некада имала огроман значај за острво Брач, а многа насеља настала су на местима некадашњих пастирских станишта. Стока је током целе године боравила на отвореном, хранећи се мирисним медитеранским биљем прекривеним морском сољу. Управо због ове мешавине сочне траве, зачинског биља и соли, брачка јагњетина је тако квалитетна, а млеко које једу јагњад и јарад, а има га у изобиљу, даје месу посебан укус.  Не треба дуго размишљати зашто је јагњетина најцењеније месо у које се сви острвљани куну и које је вековима служило као дар приношен боговима.
И док су  многе медитеранске земље у част богова жртвовале животиње, на Брачу се појавио и обичај организовања пастирске гозбе,  коју су једном годишње, у мају месецу, брачки пастири приређивали за власнике стада и ливада. Тај дан  би се брачка висораван претворила у огроман сто, за који су пастири позивали људе чију су земљу обрађивали или користили за испашу и почастили их народним јелима. Печена јагњетина, утруба животиња, сир, скут, домаћи хлеб и вино, били су главни састојци на трпези чиме се желело, да чак и кад посао није ишао добро, станодавац могао опростити дуг сит и задовољан, јер после доброг оброка може се опростити свима, чак и рођацима, сматрао је Оскар Вајлд.

### Стара паштицада
Паштицада је динстано јело од говедине, кувано у мирисном слатко-киселом сосу. Често се назива Далматинска паштицада јер потиче из Далмације, где се служи на свечаностима и скуповима. Оброк захтева дугу и педантну припрему.
Јело се припрема тако што се говедина или говеђи фрикандо од око 2 кг шпикује комадима сланине, шаргарепе и белог лука и оставите преко ноћи у разблаженом сирћу и вину. Процеђено месо се спрема следећег дана на основи од 4 црна лука избоденакаранфилићем док добро не порумени око 2 сата, стално маринирајући. Затим се налије 1 чаша црног вина и 1 чаша прошека, додаја3 каранфилића и 1 кашичицу ренданог мушкатног орашчића и наставите да крчкаа подливајући месним темељцем. Када је месо споља потпуно тамно, као и сос на којем је динстано, сече се на кришке, сос се процеди и све повеже на ватри неколико минута. Јело сед служи се уз домаће макароне.

### Далматински и Неретвански брудет
Далматински брудет или брујет припрема се од плаве и беле рибе. Најчешће се користе угор, шкарпина, триља, паламида, румбац, туна и локарда, иако се може припремити и од мекушаца.
Рибу  пре пржења уваљати у брашно како се током кувања не би распала. На истом уљу пржите сецкани црни лук и чешњак, додати парадајез, залити вином и водом све док се у мак не укува. У њега вратити попржене комаде рибе и кувати на лаганој ватри. Брудет не треба мијешати него само протести како се састојци не би залијепили за дно.
Као прилог се традиционално најчешће послужује палента. У неке врсте брудета се укухава и кромпир, попут брудета од сушеног угора или бакалара.
Посебност неретванске долине и њене околине је тамошњи брудет који се припрема од јегуља, жаба и ципала. Од зачина се још додаје и љута црвена неретванска паприка. Један од најпопуларнијих брудета је  bouillabaisse  од француског пука, која се припрема од најмање осам врста рибе и мекушаца.

### Црни рижото
Црни рижото је једно од најпопуларнијих јела у ресторанима дуж јадранске обале, али га данас домаћице ретко праве код куће.  За припрему овог јела поред сипе, мастила сипе и пиринча потребни су и ови састојци: маслиново уље, црни лук, мало белог вина, со, бибер, бели лук и першун и за крај пармезан.
Најважнија и основна ставка за успех црног рижота је свежа сипа.
Јело се припрема тако што се прво, на маслиновом уљу динста ситно сецкани црни лук, коме се када омекша, додаје сипа исечена на комаде и пустите да крчка око 5 минута. Затим се додаје 1 дцл белог вина и сачека  да алкохол испари, а затим када испари додајте со, бели лук, бибер и мастило од сипе. Најједноставнији начин је ставити врећу мастила у цедило са ситним рупицама, пробушити виљушком и добро исцедити (и виљушком) лаганим заливањем. Када се добије жељена црнину, додаје се пиринач и кува уз мешање и потенцијално додавање воде док се пиринач не скува. Пред крај у јело се додаје пуно маслиновог уља (0,5 дцл до 1 дцл) и сецканог першуна, па све то одозго поспе пармезаном приликом служења.

### Салата од хоботнице
Салата од хоботнице се припрема тако што се хоботница прво изврне унутрашњост и уклони утроба, кракове не дирати. Вратити хоботницу у првобитни положај па уклонити очи и зубе с кракова и огулити спољашњу опну, па добро опрати под млазом текуће воде.
Ставити хоботницу у лонац с водом с главном према дну како би кракови били окренути према површини. Воду не солити, а како хоботница не би остала жилава након кувања, у лонац додати један плутени чеп, ако се кува свеже, док замрзнута никад неће бити жилава. Хоботницу скувати у води с листом ловора, једном главицом црног или црвеног лука и 2-3 режња белог лука најмање сат времена, све док хоботница не постане мекана на средини главе код очију.
Хоботницу извадити из воде, па је оставити да се добро охлади. Кад је хладна, нарезати је на коцкице и колутиће. Уз овако припремљену хоботницу, може се додати и два кувана кромпира и парадајез, па зачинити маслиновим уљем, ситно резаним белим и црним луком, зеленом салатом и по укусу залити сирћетом.

##### Тартуфи
Истра у северној Хрватској једно је од најбољих светских ловишта за тартуфе, а црни и бели тартуфи налазе се испод храстова Мотовунске шуме уз реку Мирну - црни зими и с пролеће, бели у јесен.
- Бели и црни тартуфи из долине Мирне
- Бели тартуфи, долина Мирне
- Црни тартуфи, долина Мирне

Нови усев тартуфа пронађен је крајем 2014. у близини Задра (на врло тајној локацији); Нешто мање оштри од њихових браће и сестара, у ресторану Каштел послужују се уз свежу домаћу морску храну (тартаре од туњевине, јадранске шкампе, домаћу тестенине или умућеним јајима.

### Остриге из Стона
У водама Стона остриге се узгајају  још од римских времена, а данас, дуж обале на јужној страниј полуострва Пељешца, налазе се узгајалишта острига.
Већина посетилаца зауставља се у Малом Стону на ручку са погледом на воду, или у мирнијем Блажеву, гдес се припремају специјалитети од острига, кој се служе уз пенушаво вином и суђеном рибом.

### Макароне на игли
Макароне на игли је традиционални спацијалитет са острва Пага који се спрема од брашна , јаја, соли, уља,  путера и мало млаке воде.
Ставите брашно на даску, а затим направите удубину у коју се стави јаје, жуманце, со, уље и омекшали путер. Смеса се постепено долива млаком воду и месии тесто. Тесто треба добро разрадити да буде глатко, ние претврдо ни превише мекано. Поделити тесто на овај начин на неколико делова и покрити га крпом, па оставити да мало одстоји. Од теста  се обликују мале јуфке, које се секу на мале делове и на сваки комад ставља се игла за плетење и ка де обликујте длановима макарона, игла се укања. Тако обликоване макароне се  побрашњенаве и на дасци за мешење оставињају се да се мало осуше. Макароне се кувају у кипућој, сланој води. да буду мало тврде (ал денте). Служе се уз говеђе месо или гулаш.

## Посластице
- Фритуле
- Хрштуле
- Рожата